# Chiesa di San Rocco (Urbe)
La chiesa di San Rocco è un luogo di culto cattolico situato nella frazione di Acquabianca, lungo la strada provinciale 53, nel comune di Urbe in provincia di Savona.

## Storia e descrizione
L'edificio si presenta a navata unica a croce latina. Fu eretta nel 1854 in occasione dell'epidemia di colera. La costruzione si protrasse fino al 1865 per carenza di fondi.
Fu ampliata nel 1869 e nel 1887.
Tra il 1906 e il 1987 fu parrocchia autonoma.
La chiesa venne quasi totalmente ricostruita nelle forme attuali nel 1960 e non versa oggi in buone condizioni di conservazione.